# تجوید

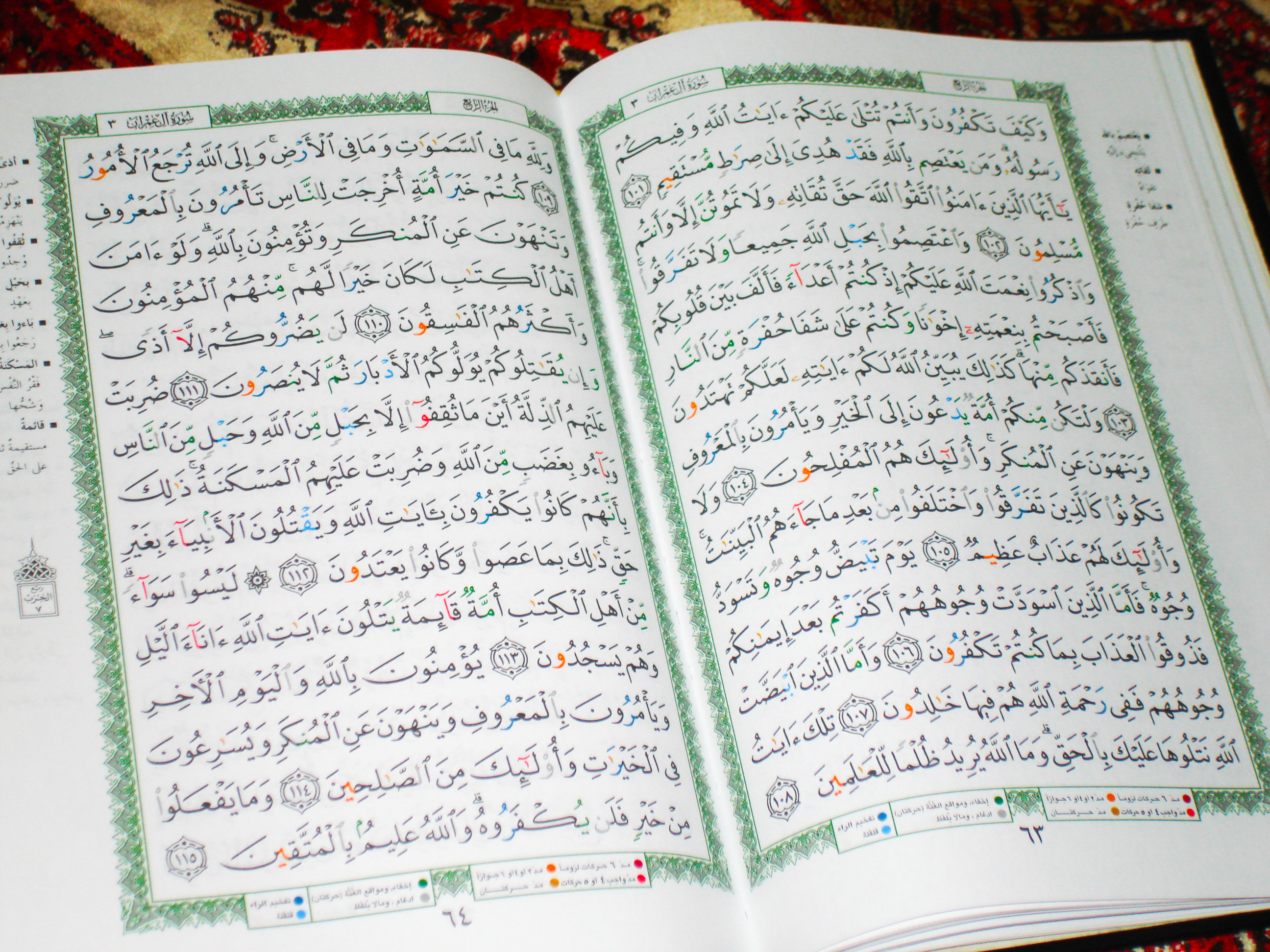
متن قرآن با رنگ حروف تجویدی برای راحت انجام دادن قواعد تجویدی

تجوید در لغت به معنی تکمیل، تحسین و نیکو گردانیدن است و در اصطلاح به قواعد و دستورهایی گفته می‌شود که به نیکو خواندن قرآن کمک می‌کنند. در تجوید به نحوهٔ صحیح ادای حروف از مخارجشان و نیز صفات آوایی هر حرف به تنهایی یا در کنار حروف دیگر پرداخته می‌شود. از قواعد دیگری که به آن توجه می‌شود محل وقف و وصل در هنگام خواندن قرآن با توجه به نشانه‌گذاری‌ها و معنی آیات است.
قرآن با هفت قرائت مشهور خوانده می‌شود که در میان هفت قرائت مشهور جهان اسلام قرائت حفص از عاصم از فصاحت و اعتبار ویژه‌ای برخوردار است.
تجوید را می‌توان به دو بخش نظری و عملی تقسیم کرد. تجوید نظری مجموعه قواعد و ضوابطی است که دانشمندان مسلمان برای صحیح خواندن حروف و کلمات قرآن وضع نموده‌اند از قبیل بحث مخارج حروف، صفات حروف، تفخیم و ترقیق، ادغام، مدّ و قصر و مانند اینها. تجوید عملی، فن و هنر تلاوت قرآن کریم بر اساس تلفظ صحیح حروف و اصوات، با لهجه فصیح عربی است. این بخش مبتنی بر اداء و استماع است. تجوید از فنونی است که باید از طریق تمرین در قاری ملکه شود.
از چند سده پیش از میلاد در ایران و هند، ادعیه و سرودهای مذهبی را با زمزمه یا آهنگ می‌خواندند. حقیقت این است که کلمه جاد (ریشه تجوید)، معرب گات است و گاث به معنی خواندن با آهنگ است. تجوید یکی از سخت‌ترین علوم عملی است ولی هرکس با تلاش و کوشش می‌تواند آن را فرا بگیرد و قرائتی نیکو پیدا کند.
در اهمیت علم تجوید در تفسیر آیه «... ورَتِّلِ القُرءانَ تَرتیلا» (سوره مزمل/۷۳٬۴) امام علی گفته‌اند که: «الترتیل تجوید الحروف و معرفة الوقوف» یا «حفظ الوقوف و بیان الحروف».

## علائم واشکال تجویدی درقرآن
علائم وشکل انهادرقرآن بشرح زیراست:
۱-حرکات (فتحه-ضمه-کسره-رفع-نصب-جر-الف مدی-یای مدی-واو مدی-سکون)
۲-علائم وقف (م لازم-لاقبیح-قلی وقف اولی-صلی وصل اولی- ج جایز-معانقه).
۳-علائم احکام(مد-شد-وصل-اشباع-اماله-غنه-سکت-ادغام-اظهار-اخفا-اقلاب-ناخوانا) علائم قدیمی عبارتند
از-قفه (سکت)-ط-قف (وقف تام)-ک (کافی)-ز-ص-ق-جه (حسن)-صل (قبیح)-صب (وصل یمابعد)-صق (وصل بماقبل)